# Ciliolarina pinicola
Ciliolarina pinicola är en svampart som först beskrevs av Henn. & Plöttn., och fick sitt nu gällande namn av Huhtinen 1993. Ciliolarina pinicola ingår i släktet Ciliolarina och familjen Hyaloscyphaceae.  Arten är reproducerande i Sverige. Inga underarter finns listade i Catalogue of Life.